# Юдиф II

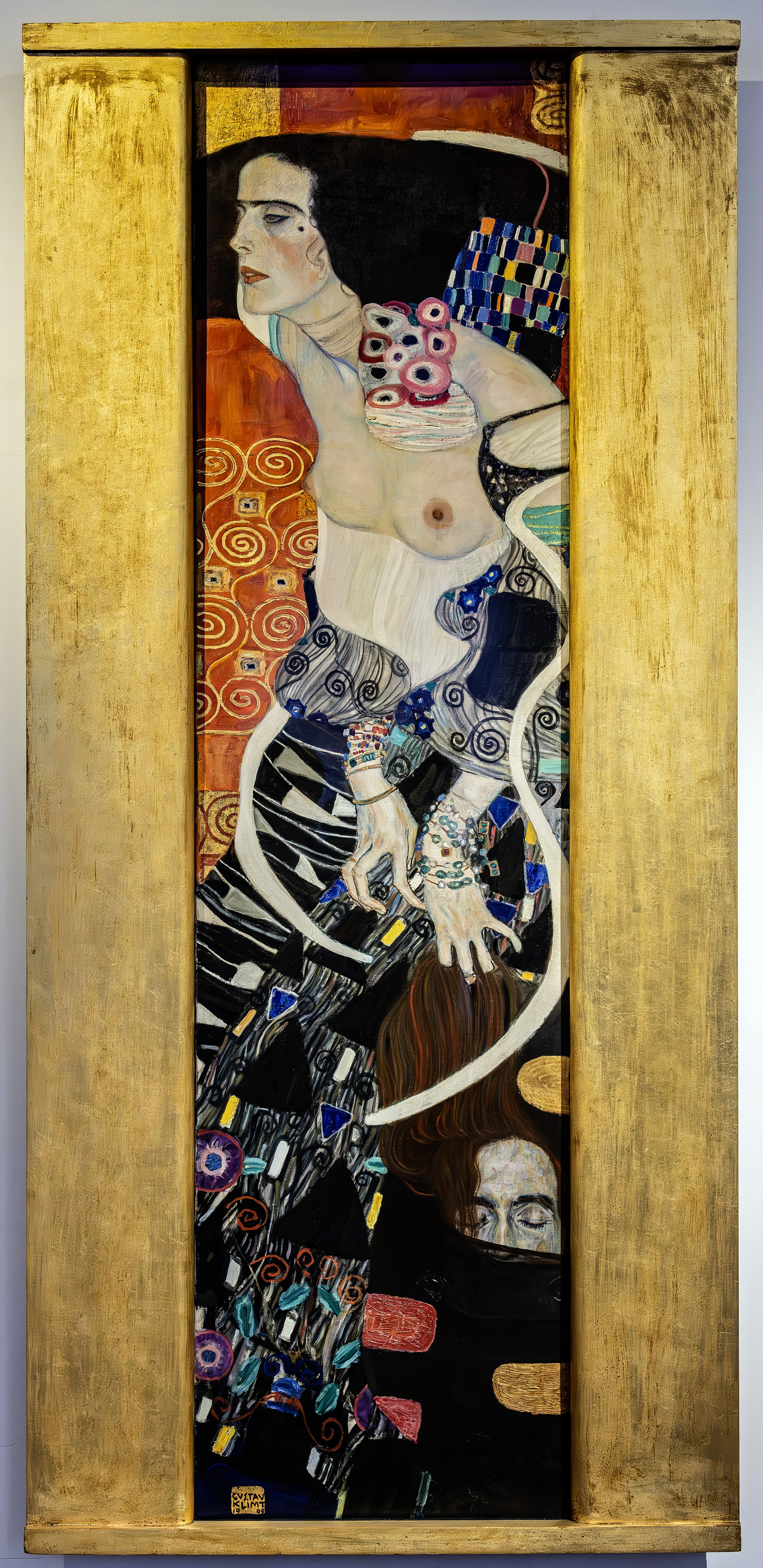
Юдиф II (Саломея) Густав Клімт, 1909 рік, 178×46 см, Galleria Internazionale d’Arte Moderna в Палаццо Ка’ Пезаро, Венеція

Юдиф II (Саломея) — картина виконана олійними фарбами та позолотою австрійського художника Ґустава Клімта (1862–1918), створена в 1909 році. Вона відноситься до золотого періоду художника і показує або біблійну героїню Юдиф (Юдит) з відрубаною головою Олоферна, або історичну постать Саломеї, дочки Іродіади, з головою Івана Хрестителя.

## Створення
Для своєї картини «Юдиф I»  брат Ґустава Клімта Ґеорґ виготовив спеціальну раму з написом «Юдиф і Олоферн», оскільки цю роботу також інтерпретували як зображення принцеси Саломеї. Його друга картина «Юдиф II» — це гра на цьому подвійному значенні та типології «коханки-вбивці».
Більшості його картин передували різноманітні замальовки та ескізи. Він перебирав безліч різних варіантів позиції, щоб врешті знайти оптимальну для втілення в картині. Однак завжди існувала певна розбіжність між ескізом і кінцевою картиною, Наприклад, ескіз до картини «Юдиф II» характерний надзвичайною експресією. Етюд, зображує танцівницю фламенко, яка, здається, виходить зі сторінки швидкими рухами, демонструючи типовий для Клімта контраст між оголеним тілом та чорною сукнею, прикрашеною червоними рюшами.
Картина, що належить місту Венеції, знаходиться в палаці Ка' Пезаро.

## Цікавинки
У 2014 році Монетний двір Австрії випустив золоті монети номіналом 50 євро, присвячені картині.
Мер Венеції Луїджі Бруньяро оголосив про намір виставити картину на аукціон у 2015 році. Він хотів продати деякі твори мистецтва з музеїв міста, щоб зменшити борг. 